# Kirche Härtensdorf

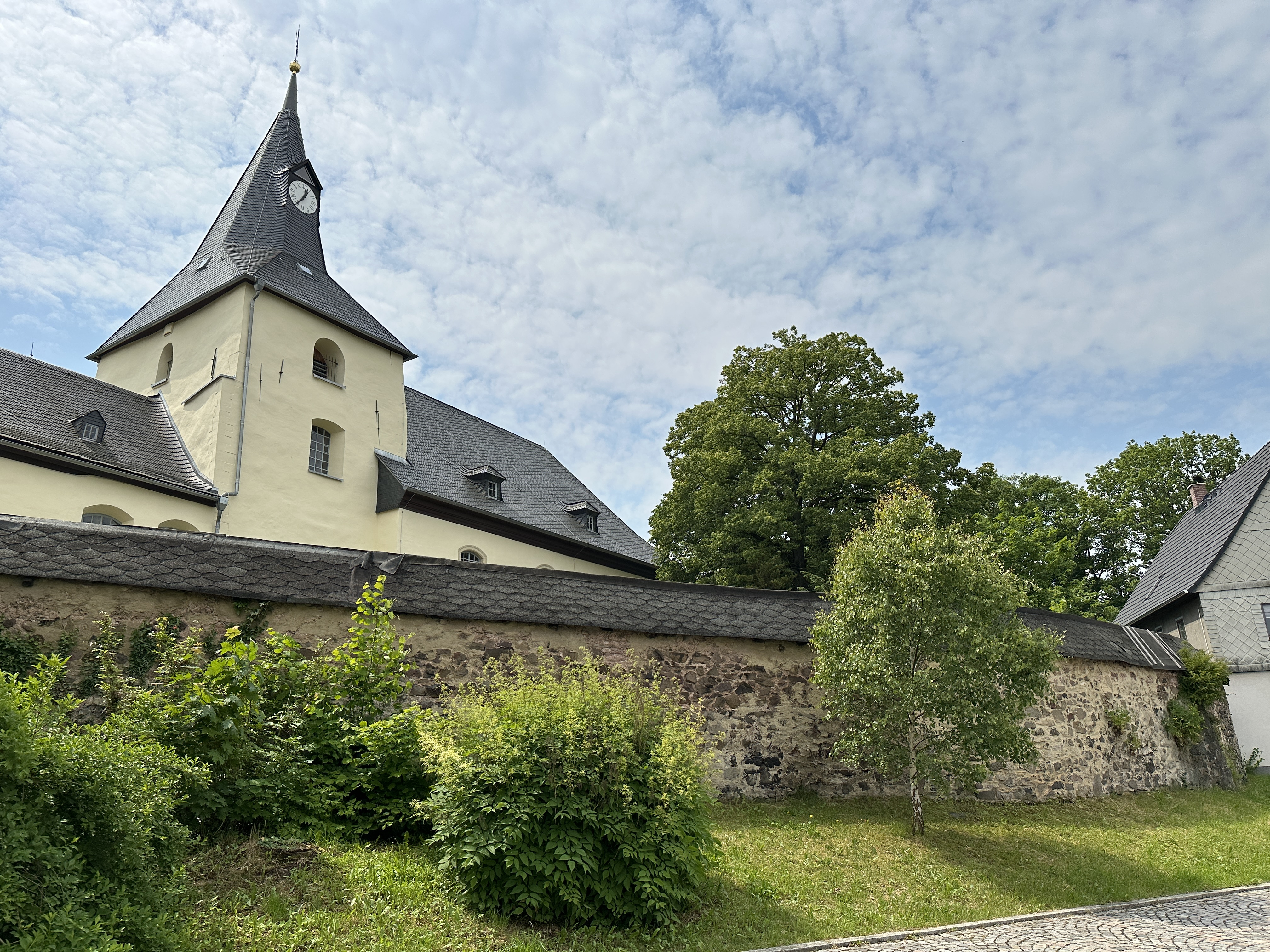
Kirche Härtensdorf

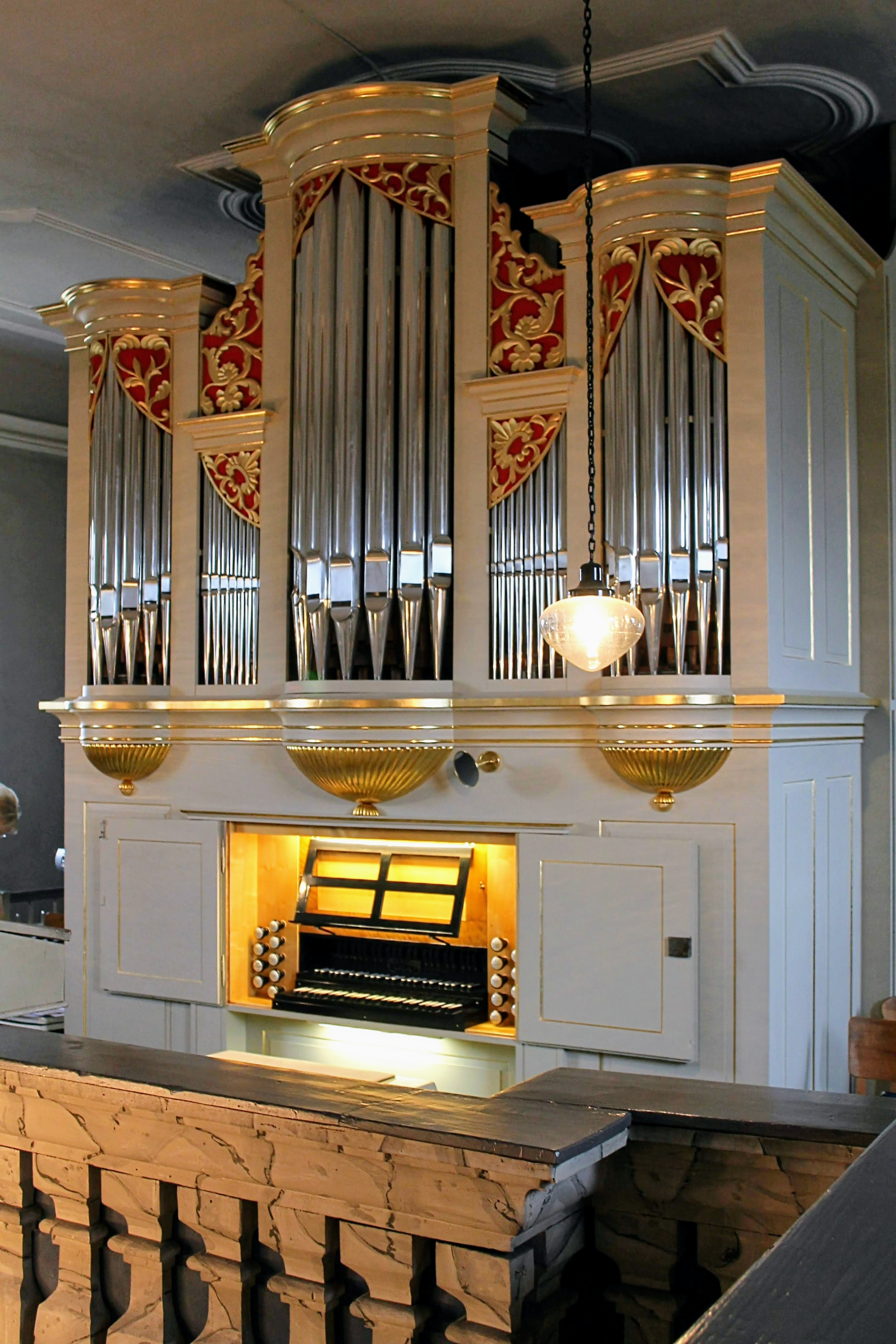
Orgel

Die evangelische Kirche Härtensdorf (auch: Zu den drei Marien) ist eine im Kern romanische Saalkirche im Ortsteil Härtensdorf von Wildenfels im Landkreis Zwickau in Sachsen. Sie gehört zur Kirchengemeinde Härtensdorf im Kirchenbezirk Zwickau der Evangelisch-Lutherischen Landeskirche Sachsens und ist vor allem für ihren bedeutenden Flügelaltar von Peter Breuer bekannt.

## Geschichte und Architektur
Die wehrhaft wirkende Chorturmkirche wurde zunächst um 1150 als Wegekapelle am Böhmischen Steig erbaut. Um 1450 erfolgte eine Verlängerung nach Osten. In den Jahren 1698–1704 wurde das Gotteshaus umgebaut. Eine Restaurierung im Innern wurde 1938 vorgenommen. Das Bauwerk ist ein verputzter Bruchsteinbau; der massive, gedrungene Chorturm ist mit einem geknickten Zeltdach gedeckt.
Im Innern schließt eine flache Stuckdecke mit einem ovalen Deckenbild von 1704, das die Auferstehung Christi darstellt, den Raum ab. An drei Seiten sind Emporen mit Balustern eingebaut, die an gedrehten Säulen aufgehängt sind. Ein Triumphbogen führt zum kreuzgratgewölbten Chor; in der Ostwand ist eine verglaste Loge eingefügt.

## Ausstattung
Eine Kostbarkeit ist der fein gearbeitete Schnitzaltar aus den Jahren 1509/1510 von Peter Breuer mit einer Darstellung der Heiligen Sippe. An Stelle der verloren gegangenen Predella ist eine Darstellung des Abendmahls aus dem 17. Jahrhundert zu sehen. Er zeigt im Schrein Anna selbdritt, seitlich die Maria des Kleophas und Maria Salome. Auf den Außenseiten sind gemalte Darstellungen der Heiligen Katharina und Mauritius zu sehen.
Die hölzerne Kanzel mit Doppelsäulen zwischen den Blendbögen ist ein Werk vom Ende des 17. Jahrhunderts. Ähnliche Kanzeln sind in den Kirchen von Hartenstein, Hartenstein-Thierfeld, Hirschfeld, Ortmannsdorf und Weißmannsdorf (alle im Landkreis Zwickau) zu finden. Das Taufbecken aus Sandstein, mit sechsseitiger Kuppa aus der Zeit um 1500, zeigt Reliefs mit Darstellungen vom Kreuz, Wappen, dem Kopf Christi, dem Kopf eines Bischofs sowie gekreuzte Schwerter und Steinmetzzeichen. An der nördlichen Chorwand finden sich der Aufgang zur Loge sowie eine gotische Sakramentsnische mit seitlicher Darstellung des Herrschaftswappens derer von Wildenfels, der Wildenfelser Rose.

## Orgel
Die Orgel ist ein Werk von Urban Kreutzbach aus dem Jahr 1846 mit 16 Registern auf zwei Manualen und Pedal. Sie ersetzte ein einmanualiges Instrument eines unbekannten Orgelbauers von 1672 mit acht Registern, das aus Wildenfels hierher gebracht worden war. Eine Restaurierung wurde im Jahr 2012 durch Christian Reinhold durchgeführt. Die Disposition lautet:
| Hauptwerk C–f3 |       |       |
| Bordun         | 16′   | ab c0 |
| Principal      | 08′   |       |
| Doppel Flöte   | 08′   |       |
| Octave         | 04′   |       |
| Flauto Amabile | 04′   |       |
| Quinte         | 03′   |       |
| Octave         | 02′   |       |
| Cornet III     |       | ab c1 |
| Mixtur III     | 1 ⁄2′ |       |

| Hinterwerk C–f3 |    |        |
| Flauto Amabile  | 8′ |        |
| Viola de Gamba  | 8′ | (2012) |
| Rohrflöte       | 4′ |        |
| Flautine        | 2′ |        |

| Pedal C–c1    |     |  |
| Subbass       | 16′ |  |
| Principal-Baß | 16′ |  |
| Cello         | 08′ |  |

- Koppeln: Manualkoppel, Pedalkoppel
- Nebenregister: Calcant